# برنارد بالمر
برنارد بالمر (بالإنجليزية: Bernard Palmer)‏ هو كاتب للأطفال وكاتب أمريكي، ولد في 21 نوفمبر 1914 في سينترل سيتي في الولايات المتحدة، وتوفي في 7 مايو 1998.